# Башарина, Зоя Константиновна
Зоя Константиновна Башарина (род. 21 мая 1945) — российский якутский литературовед, филолог. Известна своими работами по исследованию якутского языка.

## Биография
Родилась 21 мая 1945 года в Борогонском сельском округе Булунского района Якутии.
В 1961 году окончила школу-интернат в Кюсюре. После этого два года работала учительницей. Затем она поступила на историко-филологический факультет Магаданского педагогического института, который окончила в 1967 году.
Получив диплом вуза, вернулась к своей преподавательской карьере, заняв должность в Хаптагайской экспериментальной школе Института национальных школ Якутской АССР.
Два года спустя стала преподавателем Якутского государственного университета. В 1990 году защитила кандидатскую диссертацию «Диалектика национального и интернационального в якутской литературе» в Алма-Ате.
В 1992 году стала заместителем декана факультета якутской филологии и культуры. Защитила докторскую диссертацию в 2005 году.
Башарина преподавала различные курсы по якутской литературе и фольклору и опубликовала более 200 научных работ за свою карьеру, многие из которых посвящены якутской литературе. Её исследования получили множество наград. Занималась переводом различных произведений на якутский язык.